# J. G. Maisonneuve

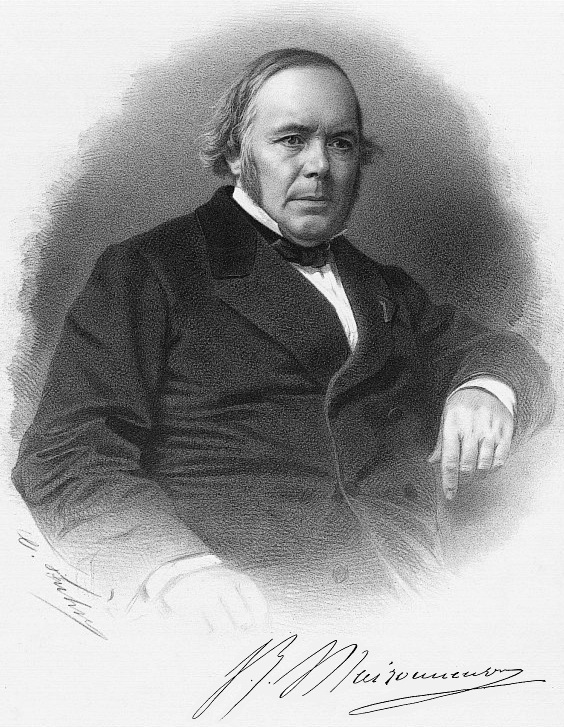
J. G. Maisonneuve

Jacques Gilles Thomas Maisonneuve, auch Jules Germain François Maisonneuve (* 10. November 1809 in Nantes; † 9. April 1897 in La Roche-Hervé/Missillac) war ein französischer Chirurg. Nach ihm wird in der Medizin die Maisonneuve-Fraktur benannt.

## Leben
Maisonneuve studierte in  Nantes und ab 1829 in Paris bei Dupuytren und dem Chirurgen und Frauenarzt Joseph-Claude-Anthelme Récamier. Im Jahr 1835 promovierte er. Anschließend hielt er als Prosektor der Anatomie auch Operationskurse. 1840 beschrieb er erstmals die Maisonneuve-Fraktur (eine Form der Sprunggelenksfraktur). Ab 1842 war er Chirurg des Bureau central. Er arbeitete dann an den Hospitälern Bicêtre, Cochin und Pitié und ab 1862 im Hôtel-Dieu. Er starb im Herrenhaus Château de la Roche-Hervé.